# 22545 Brittrusso
22545 Brittrusso (1998 FP77) là một tiểu hành tinh vành đai chính được phát hiện ngày 24 tháng 3 năm 1998 bởi nhóm nghiên cứu tiểu hành tinh gần Trái Đất phòng thí nghiệm Lincoln ở Socorro.